# Luc Arbogast
Luc Arbogast (La Rochelle, 2 de novembre de 1975), és un músic i cantautor francès especialitzat en la interpretació de cançons i melodies medievals. El 2009 va incloure en el seu àlbum Aux portes de Sananda la cançó Stella Splendens del Llibre vermell de Montserrat (el 2007 a l'àlbum Hortus Dei la cançó Dama de Cataluña).
El 2013 assolí gran popularitat quan participà en la segona temporada del concurs televisiu The Voice a França.

## Biografia

### Infància i adolescència
Luc Arbogast va néixer en una família de pare militar, originari d'Estrasburg, i una mare infermera alemanya. Ell passà la seva infància al llogaret de Égaux de Landrais, a la circumscripció d'Aigrefeuille-d'Aunis, al sud-est de La Rochelle.
Els seus pares acabaren instal·lant-se a l'Alsàcia, a la Vall de Munster el 1985. Luc començà llavors la seva escolarització primària a l'escola comunal de Metzeral, i després el 1986 a l'escola Frédéric Hartmann de Munster. Es familiaritzà llavors amb el dialecte alsacià, i amb els Scouts de France (principal grup d'escoltisme francès) i seria amb ells que aprendria a tocar la guitarra. Quan tingué deu anys va participar en un espectacle de llum i so anomenat Transhumance, que narrava la creació de la Val Saint-Grégoire. Començaria després els estudis secundaris al liceu Frédéric Kirschleger de Munster, i a partir de llavors esdevindria aprenent de sabater.

### Carrera musical

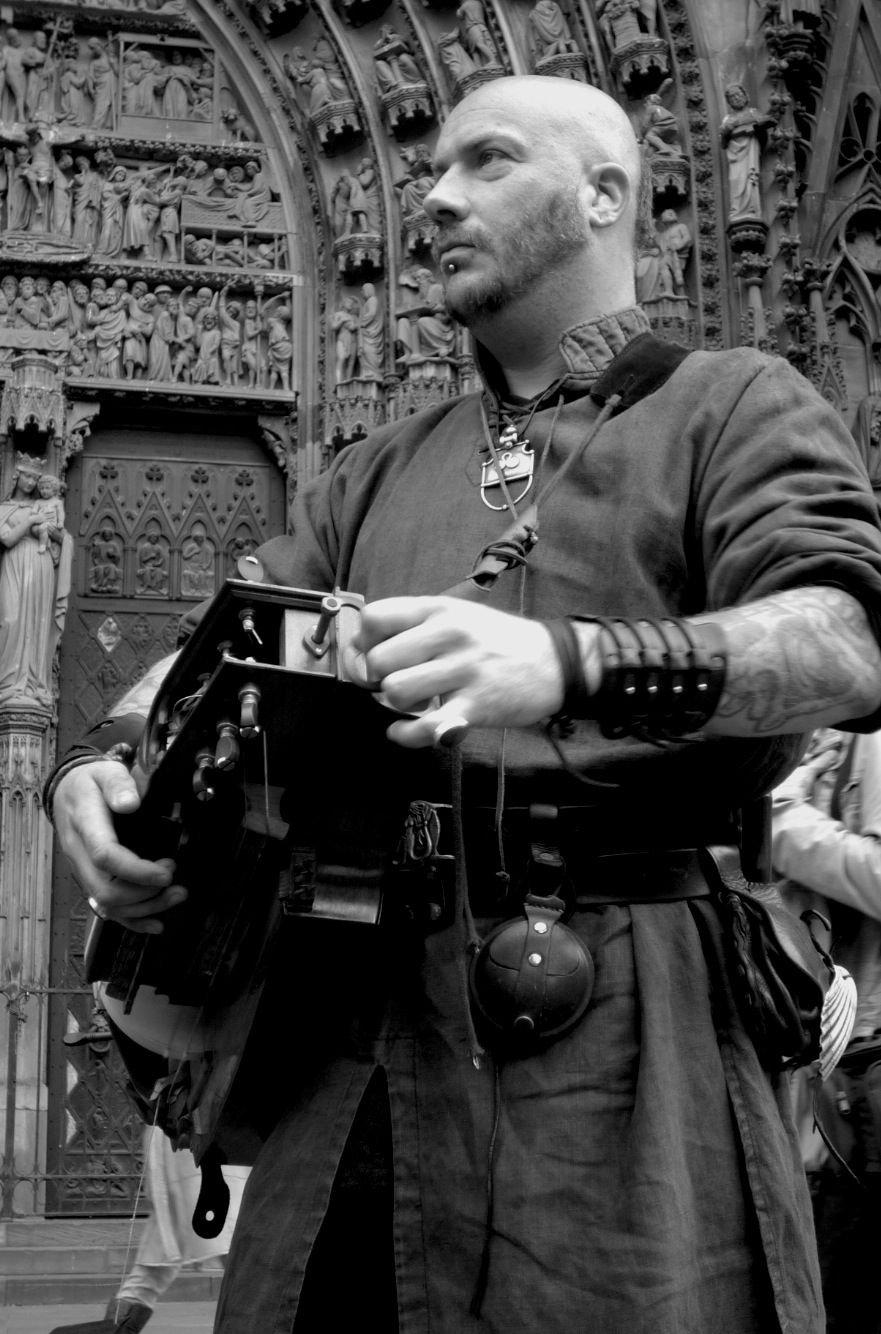
Luc Arbogast a la plaça de la Catedral de Estrasburg el 2011

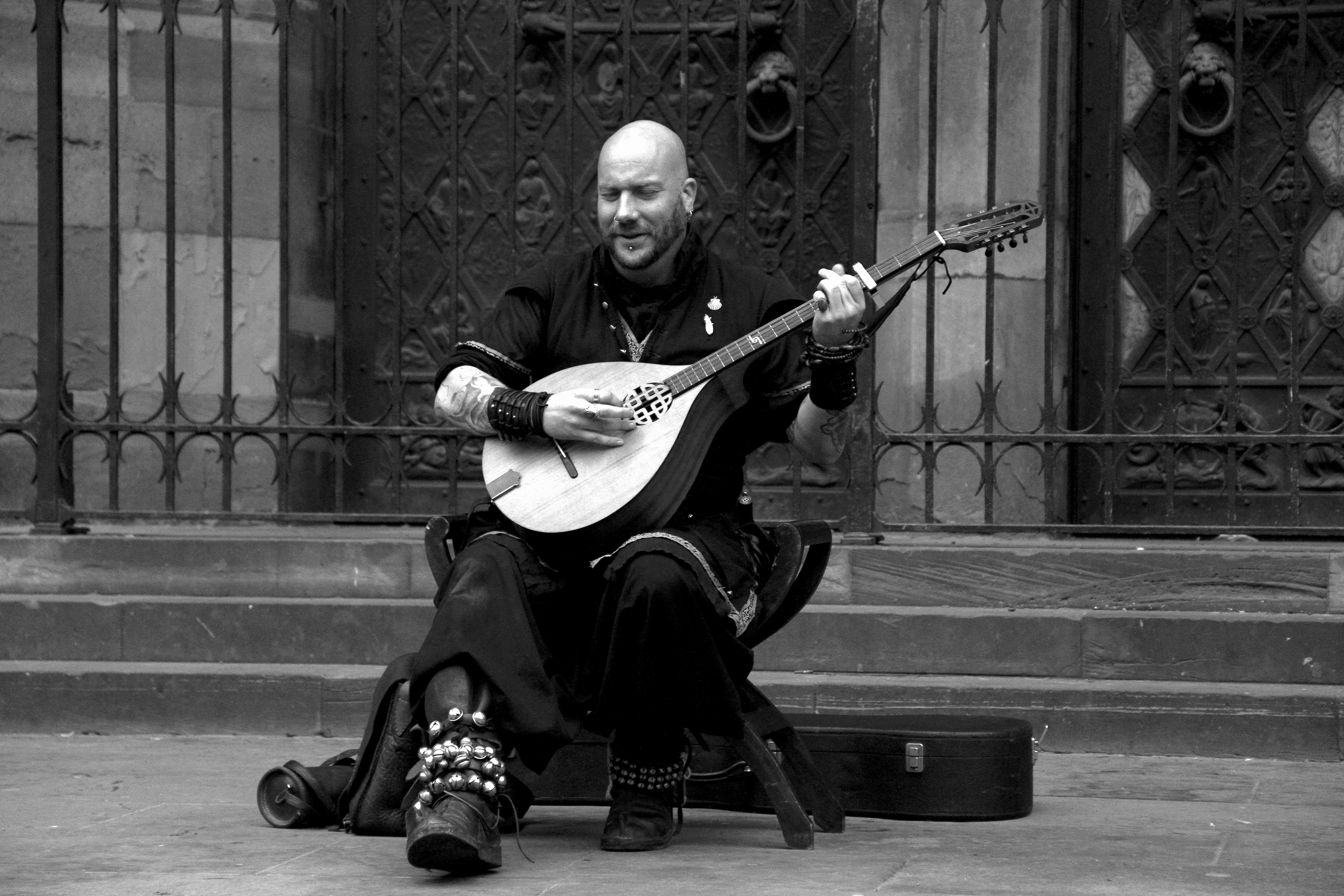
Luc Arbogast cantant davant la Catedral de Notre Dame d'Estrasburg.

Autodidacta, Luc Arbogast canta i interpreta música inspirada en melodies medievals, i cançons tradicionals. Acompanyat d'un buzuki irlandès, d'uns picarols lligats als turmells i d'un llaüt portuguès. Amb inspiracions de les Cantigas de Santa María, les composicions lied de Walther von der Vogelweide, les obres de Hildegarde de Bingen, i de Guillaume de Machaut.
El seu enfocament per al jocs de rol medievals i fantàstics(Stormbringer, Légendes celtiques, Hawkmoon) li van permetre a la seva adolescència de desenvolupar una sensibilitat per a la màgia, la història, i la poesia.
De fet l'àlbum "Almanaque" del grup Malicorne esdevingué el seu àlbum de capçalera, al costat del "Armes illégales" de Castelhemis, "Le cimetière des arlequins" del grup Ange i "Irish Jig" de Gwendal.
També va provar algunes incursions fusionant el punk-metal i la música tradicional com a vocalista del grup CHAOS SQUAD fundat el 1993 amb el seu germà Yann. Grup que s'aturaria el 1995. És llavors quan Luc decideix escriure una novel·la de fantasia, però l'abandona, ja que es troba dedicant-se més plenament a la música.
Tot i tenir una vida acadèmica tempestuosa, provarà insistentment de seguir amb la seva carrera musica sense cap formació acadèmica ni diploma específics. Prova també d'altres disciplines artístiques com engolidor de foc, model, o perforador de pírcings. El 1996 després de descobrir accidentalment les seves habilitats vocals, funda el grup Angenon, amb Toïvo Rolser, que interpretarà composicions medievals irlandeses amb gran èxit als pubs d'Estrasburg.
Després d'estar actuant com a músic de carrer des del 1996, en les escalinates de catedrals o en festivals medievals organitzats per tota França, fou a partir del 2011 que inicià la seva carrera professional.
Llavors a una exhibició dels campionats del món de patinatge artístic de 2012 a Nice, el campió del món de patinatge Brian Joubert va patinar amb la cançó An Freij de An Neo Era, a la gala Les Étoiles de la glisse a Courchevel el 30 de desembre de 2012 Luc Arbogast acompanyant-lo cantant en directa la Canción Sefaradí.

#### Participació en l'emissió deThe Voice, la plus belle voix
El 2013 Luc Arbogast es presentà al càsting de la segona temporada de The Voice, la plus belle voix davant de més de 9,3 milions de tele-espectadors, va aconseguir seduir tots els membres del jurat, i passà així la prova triant l'equip artístic de Jenifer. Va guanyar contra Thomas Vaccari i accedí a les finals, però acabà eliminat als directes.
El 24, 25 i 26 de maig de 2013, per invitació de Luc Arbogast, Angelina Wismes i Manurey, que s'havien conegut al plató de la segona temporada de The Voice, la plus belle voix, foren convidats a actuar amb ell a Fête des Gueux (La festa dels captaires) de Verneuil-sur-Avre.
El 5 d'agost de 2013, el seu sisè àlbum Odysseus aconseguí la 1a posició a la llista de vendes d'àlbums a França.

#### Després deThe Voice
Malgrat ser eliminat prematurament en la competició, Arbogast va esdevenir més popular entre el públic francès, sobretot amb la publicació el 2013 del seu àlbum Odysseus que entraria al SNEP French Albums Chart directament al número 1. El 18 d'agost de 2014 anuncià publicant una imatge a Facebook que el seu nou àlbum "Oreflam" sortiria a la venda el 25 d'agost d'aquell mateix any.

## En la cultura popular
Durant els World Figure Skating Chmapionships a Niça el 2012, el campió francès de patinatge Brian Joubert va patinar amb la cançó de Luc Arbogast "An Freij de An Neo Era" durant la gala Les Étoiles de la glisse a Courchevel el 30 de desembre de 2012. Arbogast l'acompanyà en directe amb la cançó "Canción Sefaradí".

## Discografia

### Àlbums
| • Fjall d'yr Vinur (2003)                                                                                 |
| --- |
| 1. Rupella 2. Ker An Mon 3. Eleanor 4. Salderalladon 5. Dona Lombarda 6. Cantate Mayor 7. Lilly 8. Ielijk |

| • Domus (2004) |
| --- |
| 1. Cantate mayor 2. Selena 3. Wenderlukia 4. Salderalladon 5. Nouchka 6. La danse de l'ours (ou cercle circassien) 7. Maria (valse) 8. Aquitan 9. Domus 10. Unte de Lind 11. Tarentella 12. Gentils galants de France 13. Lukul Scottanz (scottish) |

| • Hortus Dei (2007) |
| --- |
| 1. Morgenstern 2. La Rosa Enflorece 3. La Valse Du Miroir 4. In Memoriam Alesia (valse) 5. Palastina Lied 6. Dama De Cataluna 7. Non Sofre Santa Maria (bourrée) 8. Beold De Mai 9. Entre Moi Et Mon Ami 10. Unicornus 11. Hortus Dei 12. Ange |

| • Aux Portes de Sananda (2009) |
| --- |
| 1. Asag 2. Stella Splendens 3. Mahalïa 4. An Freij De An Neo Era 5. Canción Sefaradi 6. Entededor 7. Darjeeling Caravan 8. Aux Portes de Sananda 9. Prima Mezura 10. Luix In Himmel 11. Les Egaux de Landrais 12. Ora & Labora |

| • Canticum in Terra (2012) |
| --- |
| 1. Cant del matin 2. Aurora borealis 3. Funtan de jovencia 4. La daumasane 5. Haxaplatz am samain 6. Aux quatre vents 7. Ars Moriendi 8. Chrisalied 9. L'herbe d'ongrie 10. Oj Dortn 11. Du côté des Anges 12. Ad mortem festinamus |

| • Odysseus (2013) |
| --- |
| (Universal Music) 1. Cant de gévaudan 2. Terra incognita 3. Nausicaa (la moldau) 4. Le roy a fait battre tambour 5. Akhenahema 6. Yelahiah 7. Bowen's barley field 8. Eden (l'adagio d'albinoni) 9. Mad world 10. Le grand coureur |

- L'àlbum, Canticum in Terra que es publicà l'abril de 2012, comptà amb la participació de nombrosos músics (Mélinda Bressan a la flauta travessera, Jean Louis Renou a la percussió, Aliocha Regnard al violí i nyckelharpa, i Sarah Picaud a les veus).

### Singles
| • The Voice 2 (2013)                  |
| ------------------------------------- |
| (Universal Music) 1. Cancion Sefaradi |